# Pikku-Kuukka
Pikku-Kuukka är en sjö i kommunen Urais i landskapet Mellersta Finland i Finland. Den är 6,9 meter djup. Arean är 5 hektar och strandlinjen är 1,59 kilometer lång. Sjön  ingår i Kymmene älvs huvudavrinningsområde.   Den ligger omkring 32 kilometer nordväst om Jyväskylä och omkring 260 kilometer norr om Helsingfors. 
Pikku-Kuukka ligger centralt i Urais och nordöst om Akko.